# Hastur
Hastur (alias  Assatur, Xastur, Kaiwan en Him Who Is Not to be Named) is een fictieve godheid uit de Cthulhu Mythos. In tegenstelling tot de meeste andere personages in deze mythos is hij niet bedacht door H.P. Lovecraft, maar door Ambrose Bierce. Hij verschijnt voor het eerst in het verhaal "Haïta the Shepherd (1893) als een beschermgod van herders. 
Lovecraft gebruikte de naam Hastur in het verhaal The Whisperer in Darkness, maar in dit verhaal wordt niet duidelijk wie of wat hij nu bedoelt met Hastur. August Derleth en Robert W. Chambers namen het personage later over voor hun eigen verhalen, en maakten hem officieel onderdeel van de Cthulhu Mythos. In de Mythos is Hastur een stuk minder vredelievend dan in de verhalen van Bierce. Volgens Derleth is hij een van de Grote Ouden, en een creatie van Yog-Sothoth. Hij is de halfbroer van Cthulhu. Hastur’s uiterlijk is vergelijkbaar met dat van Cthulhu.
Andere schrijvers die Hastur hebben gebruikt in hun verhalen zijn Marion Zimmer Bradley, Terry Pratchett, Neil Gaiman en Ian Edginton.